# 金谷駅 (釜山広域市)
金谷駅（クムゴクえき）は、大韓民国釜山広域市北区にある釜山交通公社2号線の駅である。駅番号は238。

## 駅構造
相対式ホーム2面2線の高架駅。フルスクリーンタイプのホームドアが設置されている。

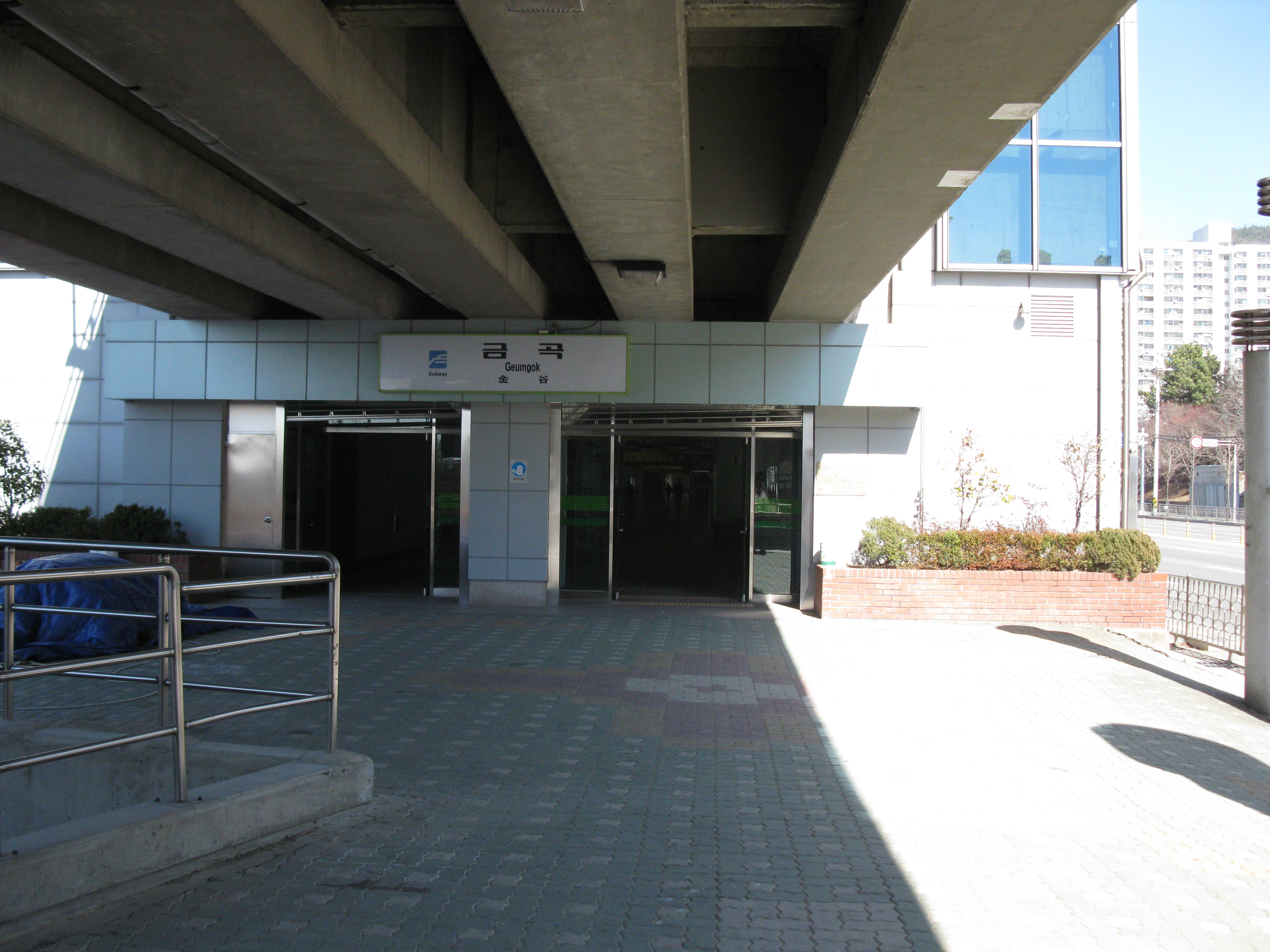
4番出入口（2009年2月）
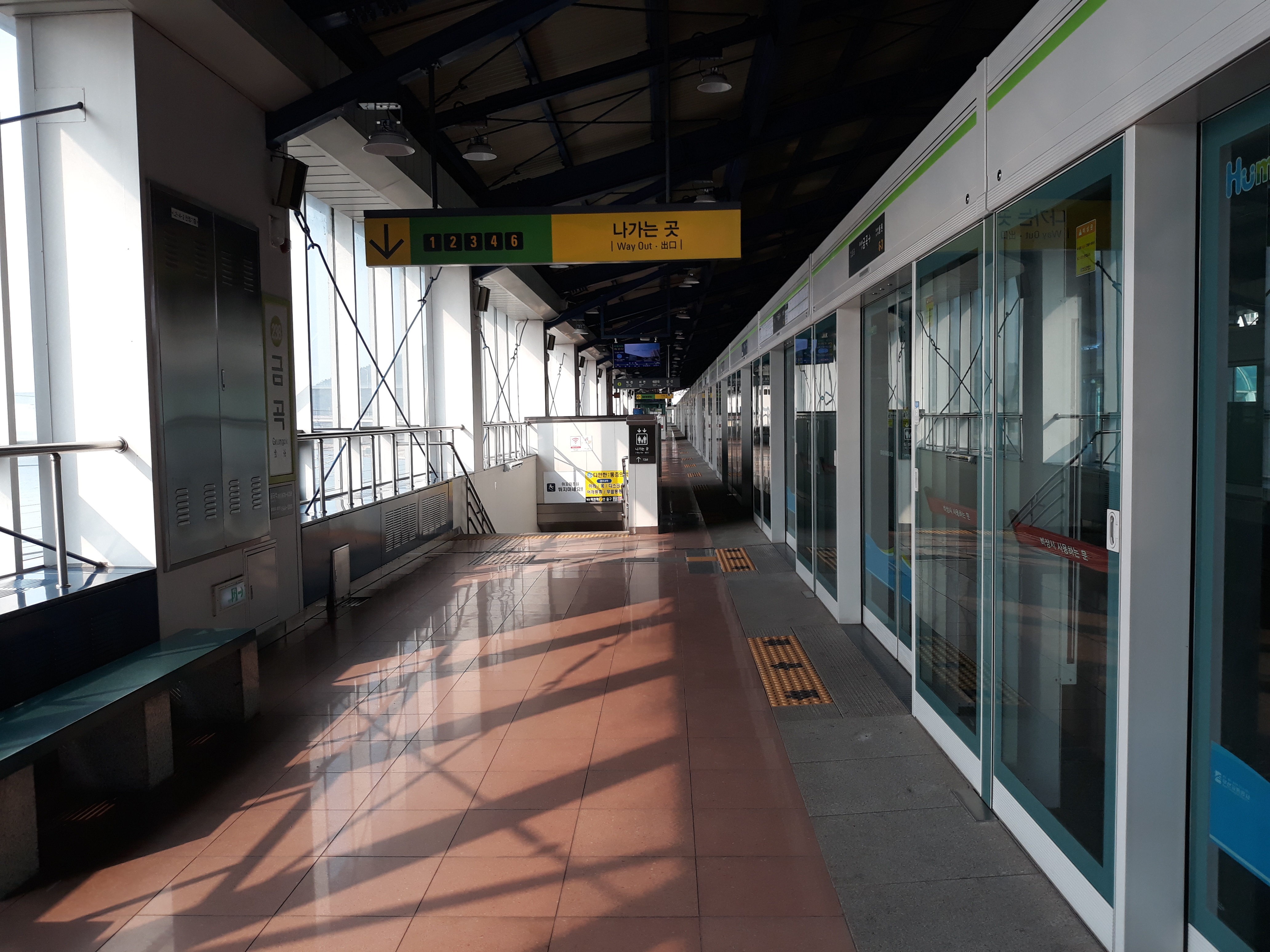
上りホーム（2018年3月）
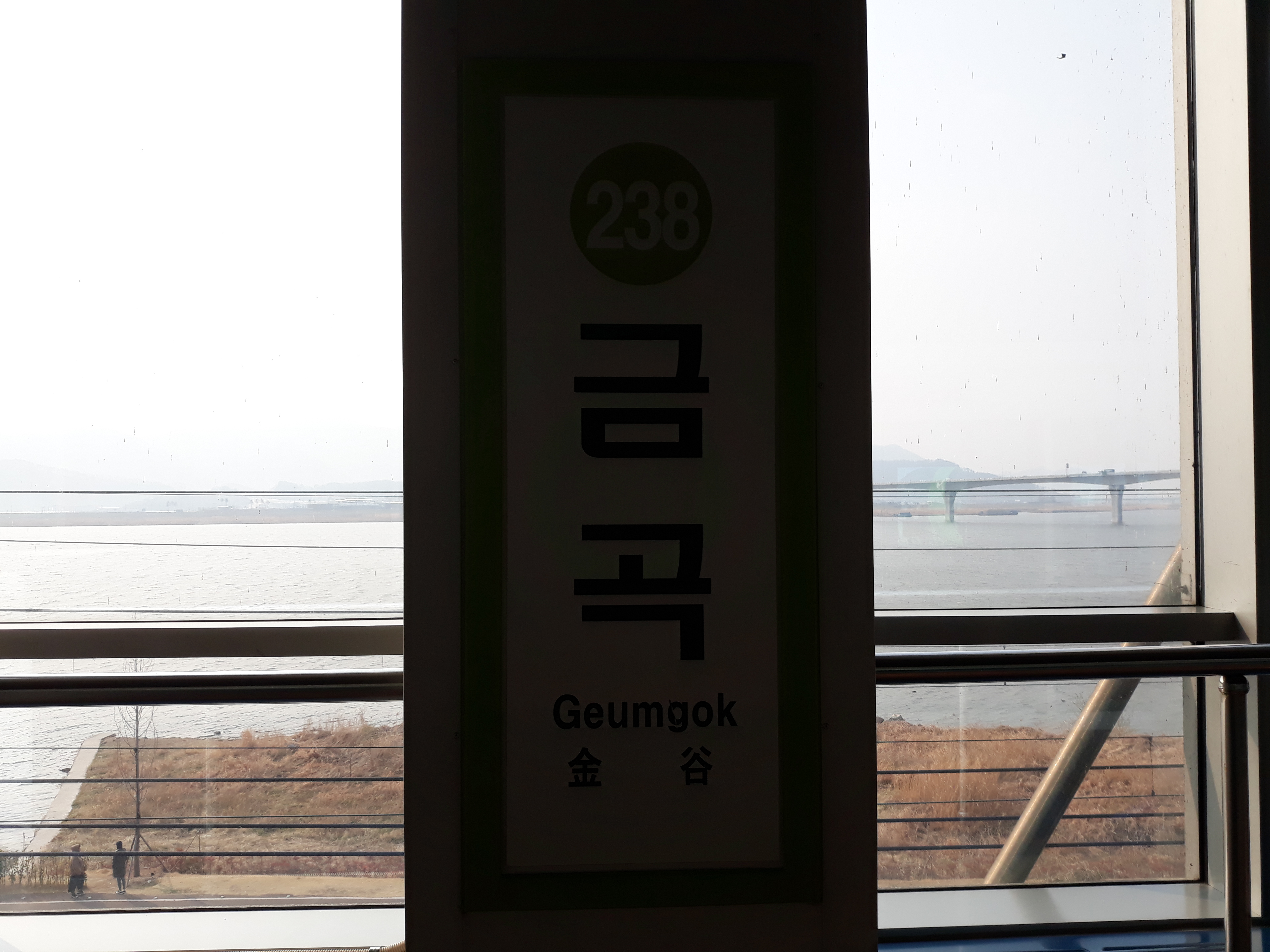
駅名標

### のりば
| 上り | 2号線 | 萇山方面 |
| 下り | 2号線 | 梁山方面 |

## 歴史
- 1999年6月30日 - 開業。

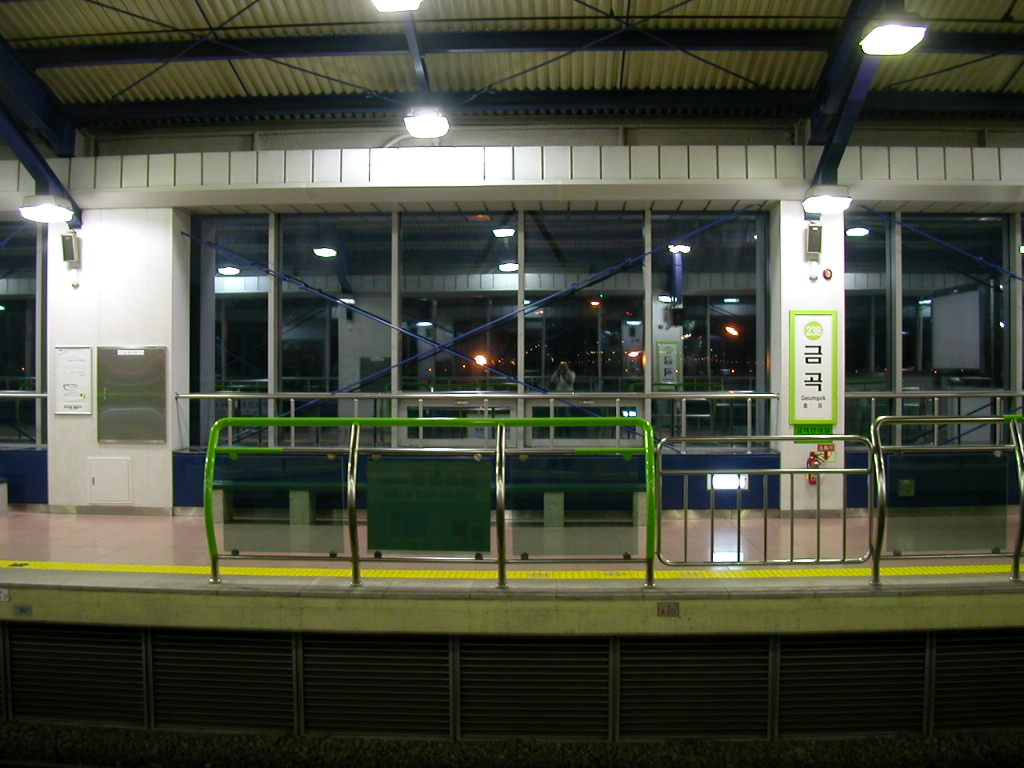
ホームドア設置前（2008年1月）

## 隣の駅
釜山交通公社
 2号線
東院駅 (237) - 金谷駅 (238) - 湖浦駅 (239)